# Burkhard von Weisbriach
Burkhard von Weisbriach (ur. 1420 lub 1423, zm. 16 lutego 1466 w Salzburgu) – książę arcybiskup Salzburga w latach 1461-1466, kardynał.

## Życiorys
Jego rodzicami byli Burkhard von Weisbriach i jego żona Anna von Lichtenstein-Castelcorn-Karneid. W 1448 roku został kanonikiem salzburskim i protonotariuszem apostolski, natomiast w 1452 roku prepozytem katedralnym. Papież Pius II 5 marca 1460 roku mianował Burkharda von Weisbriach kardynałem in pectore. Został nominowany na arcybiskupa Salzburga 16 listopada 1461 roku, natomiast sakrę biskupią otrzymał 9 maja 1462 roku. Nominacja na kardynała-prezbitera została ujawniona 31 maja 1462 roku. Jego kościołem tytularnym został kościół świętych Nereusza i Achillesa w Rzymie. W 1463 roku uczestniczył w mediacji w celu zażegnania sporu między cesarzem Fryderykiem III a jego bratem księciem Albrechtem.
Działalność budowlana arcybiskupa ograniczała się do miasta. Przede wszystkim rozbudował fortecę, przeniósł podjazd do fortecy na wschodnią stronę (wcześniej był po zachodniej), wybudował wieże. Na jego czasy przypadła również rozbudowa miejskich murów obronnych.